# Mordellistena difficilis
Mordellistena difficilis es una especie de coleóptero de la familia Mordellidae.

## Distribución geográfica
Habita en Chipre.